# Dead Reign
Dead Reign — Zombie Roleplaying Game, surnommé Dead Reign™ RPG — The Zombie Apocalypse, est un jeu de rôle d'horreur contemporaine créé par Josh Hilden, Joshua Sanford et Kevin Siembieda, et publié en 2008 par Palladium Books.

## Univers de jeu
Les zombies ont envahi la terre et occupent les villes, et élèvent des humains comme du bétail, pour se nourrir. Les humains libres se sont réfugiés dans des zones reculées.
Les joueurs peuvent incarner des citoyens chassés par des zombies, ou au contraire des chasseurs de zombie.

## Règles du jeu
Le jeu utilise le système Palladium. Il s'agit d'un monde à « faible puissance » (SDC).

## Ouvrages
- (en) Josh Hilden, Joshua Sanford et Kevin Siembieda, Dead Reign™ : Zombie Roleplaying Game, Palladium, 2008, 224 p. (ISBN 978-1-57457-140-0)
- (en) Kevin Siembieda et al., Dead Reign™ Sourcebook One : Civilization Gone™, Palladium, 64 p. (ISBN 978-1-57457-146-2)
- (en) Kevin Siembieda, Dead Reign™ Sourcebook Two : Dark Places™, Palladium, 2010, 64 p. (ISBN 978-1-57457-176-9)
- (en) Kevin Siembieda et Matthew Clements, Dead Reign™ Sourcebook 3 : Endless Dead™, Palladium, 2012, 96 p. (ISBN 978-1-57457-197-4)
- (en) Matthew Clements, Dead Reign™ Sourcebook 4 : Fear the Reaper™, Palladium, 2012, 96 p. (ISBN 978-1-57457-197-4)